# Ommatius fimbriatus
Ommatius fimbriatus är en tvåvingeart som beskrevs av Hardy 1949. Ommatius fimbriatus ingår i släktet Ommatius och familjen rovflugor. Inga underarter finns listade i Catalogue of Life.